# Blood Craft
Pour plus de détails, voir Fiche technique et Distribution.
 Blood Craft est un film d'horreur américain écrit et réalisé par James Cullen Bressack avec Madeleine Wade, Augie Duke et Michael Welch, sorti en 2019.

## Synopsis
Après le décès de son père, une femme retourne dans sa maison d’enfance et renoue avec sa sœur, surmontant la trahison qui les a séparées. Elles ont toutes deux suivi dans leur enfance une formation en sorcellerie, tout en essayant de survivre aux pitreries religieuses de leur père fou. Leur haine de leur père les conduit à partir déterrer son corps, puis utiliser leurs techniques de sorcellerie pour invoquer son esprit et se venger, en le plaçant dans un nouveau corps pour lui infliger une série de tortures basées sur la sorcellerie.

## Distribution
- Madeleine Wade : Grace
- Augie Duke : Serena
- Michael Welch : Tyler Waters
- Dave Sheridan : Ministre Hall
- Mark Rolston : Shérif Waters
- Dominique Swain : Hilde[2].
- Jody Barton : le gars nerveux
- Gordon Bressack : l’homme au talon
- James Cullen Bressack : Charles le clochard
- Sage Correa : Rael
- Bella Crimson : fidèle à l’église
- Max Cutler : fidèle à l’église
- Braxton Davis : David
- Sheri Davis : fidèle à l’église
- Ryan Francis : garçon d'honneur
- Christian Ganiere : Tyler jeune
- Anna Harr : Grace jeune
- Scotch Hopkins : The Choker[1]

## Production
Le tournage a eu lieu à Hollywood, Los Angeles, en Californie, aux États-Unis. Le film est sorti le 9 avril 2019 aux États-Unis, son pays d’origine.

## Réception critique
Blood Craft obtient un score d’audience de 40% sur Rotten Tomatoes.